# Germán Scarone
Germán Claudio Scarone (Buenos Aires, 27 febbraio 1975) è un ex cestista argentino con cittadinanza italiana.

## Carriera

### Club
Playmaker di 190 centimetri, è nato e cresciuto a Remedios de Escalada (provincia di Buenos Aires) in Argentina da una famiglia di origini italiane.
Iniziò a giocare nel Luz y Arte, club con sede a breve distanza da casa sua dell'epoca, per poi passare alle giovanili del Lanús e successivamente a quelle del Boca Juniors. Fu proprio nel corso della sua militanza nel vivaio gialloblù che venne notato dall'ex cestista della Pallacanestro Cantù Carlos D'Aquila, il quale contribuì a portarlo per la prima volta in Italia nel 1990, neppure sedicenne, al fine di metterlo in mostra. Fu il settore giovanile della Benetton Treviso a tesserarlo. Per via dei regolamenti italiani dell'epoca, nella stagione 1992-1993 Scarone non poté essere schierato in campionato ma solo nelle coppe europee, tanto che coach Petar Skansi lo tenne in campo per cinque minuti anche nella finale di Coppa dei Campioni 1992-1993 persa ad Atene contro i francesi del Limoges. Conseguito il passaporto italiano, debuttò diciottenne in Serie A1 all'inizio della stagione 1993-1994, nella quale collezionò 24 presenze in regular season e 4 nei play-off.
Per trovare maggiore spazio, scese in Serie A2 con il prestito annuale alla neopromossa Cervia, formazione che in realtà quell'anno disputava le proprie gare interne al palasport di Modena. Con 12,6 punti a partita, Scarone fu il secondo miglior marcatore stagionale dei gialloblù dietro a Larry Middleton. La squadra si classificò settima nella regular season della Serie A2 1994-1995, poi uscì successivamente alle semifinali play-off contro l'Aresium Milano.
Nell'estate 1995 cominciò la sua prima parentesi al Basket Rimini, società in cui arrivò inizialmente con la formula del prestito. Al primo anno in biancorosso, i suoi 15,0 punti di media contribuirono a tenere la squadra in corsa per la promozione, la quale sfumò solo al termine della decisiva gara 5 delle finali play-off persa sul campo della Reyer Venezia. Il salto di categoria venne invece centrato l'anno seguente, quando i romagnoli chiusero la regular season al primo posto e vinsero i play-off da imbattuti con un 3-0 su Caserta in semifinale e un altro 3-0 su Montecatini in finale: in quella stagione Scarone viaggiò a 18,4 punti di media con il 58,5% al tiro da due e il 43,4% da tre, con prestazioni che gli permisero di essere premiato come miglior giocatore dell'intera Serie A2 1996-1997. Cominciò a Rimini anche la stagione 1997-1998, ma il 23 novembre nella trasferta di Reggio Emilia subì la lesione completa del compartimento mediale del ginocchio destro, infortunio che lo costrinse a due mesi di stop e a saltare la sua prima convocazione ufficiale in nazionale maggiore da parte del CT Bogdan Tanjević. Rientrato a gennaio, i suoi 14,5 punti di media stagionali aiutarono la formazione riminese a raggiungere prima la salvezza e poi i quarti di finale dei play-off, con conseguente qualificazione alla Coppa Korać. Ricevette inoltre il premio Ancilotto come miglior giovane di quell'edizione del campionato.

A Montecatini nel 1999-2000

In vista della stagione 1998-1999 lasciò Rimini per accettare l'importante offerta triennale da parte di Montecatini, squadra di Serie A2 che si era prefissata l'obiettivo di tornare nella massima serie. Il club toscano centrò la promozione diretta al primo tentativo con il primo posto in classifica nella Serie A2 1998-1999, ottenuto anche grazie ai 14,8 punti a partita di Scarone, che tirò con il 54,1% da due e il 40,7% da tre. Le sue medie non subirono grosse variazioni l'anno seguente in Serie A1, dato che il playmaker italo-argentino realizzò 14,5 punti a partita con il 52,8% da due e il 41,8% da tre, numeri che aiutarono i termali a chiudere la regular season della Serie A1 1999-2000 al quinto posto, anche se poi il cammino nei play-off scudetto terminò solamente agli ottavi di finale. Nel frattempo, però, la società rossoblù dovette fare i conti con una difficile situazione debitoria che portò alla creazione di una nuova società sempre con sede a Montecatini, la quale rilevò il titolo di A1.

A Siena nel 2000-2001

I problemi economici dei termali lo portarono ad essere ingaggiato nel luglio 2000 da un'altra squadra toscana, la Mens Sana Siena, che nello stesso mese si accordò anche con il suo compagno di club e di nazionale Roberto Chiacig. Durante la stessa estate fu vittima di un duro fallo dello jugoslavo Milan Gurović in un'amichevole a Rimini in preparazione alle Olimpiadi di Sydney 2000, intervento che gli procurò una distorsione alla caviglia che non gli precluse (stringendo i denti) la convocazione ai Giochi con la nazionale ma che nel tempo condizionò la sua stagione con il club senese al punto da costringerlo spesso a non allenarsi, a non giocare o eventualmente a giocare con dolori nonostante le terapie. Un intervento chirurgico risolse il problema della caviglia pur facendogli saltare i play-off, ma, una volta rientrato, in autunno fu vittima della rottura del legamento crociato del tendine rotuleo della gamba destra, incidente che gli fece chiudere anzitempo il campionato 2001-2002 con sole quattro presenze. Formalmente vinse, avendo tre presenze all'attivo nella competizione, la Coppa Saporta 2001-2002, ovvero la seconda coppa europea per importanza dopo l'Eurolega.
Iniziò quindi il campionato 2002-2003 con i senesi, ma già ad ottobre venne ceduto alla Virtus Bologna dove andò a prendere il posto di Stefano Attruia nelle rotazioni di coach Bogdan Tanjević, suo ex CT in nazionale che venne però esonerato a fine dicembre. Alle vu nere Scarone fu per buona parte di stagione riserva di Derrick Dial o di Eric Murdock (quest'ultimo arrivato a stagione in corso), ma nelle ultime otto giornate di campionato il tecnico Valerio Bianchini lo schierò sempre titolare anche per via dell'accantonamento dello stesso Murdock dovuto a motivi tecnici e comportamentali. Con i bolognesi, che ebbero una stagione difficile a livello di risultati visto il quattordicesimo posto finale, Scarone disputò 27 gare di campionato, facendo registrare medie pari a 9,2 punti in 25,0 minuti. Prese parte anche a 16 partite di Eurolega.
In estate la società bianconera venne esclusa dai campionati e radiata per inadempienze economiche.
Svincolato, nel luglio 2003 firmò un contratto triennale con la Victoria Libertas Pesaro, società che già nel 1998 era stata vicina a ingaggiarlo quando poi il giocatore scelse Montecatini. Al primo anno in canotta Scavolini, Scarone condivise la cabina di regia con Sasha Djordjevic e, successivamente, anche con l'altro playmaker Teemu Rannikko, rientrato a gennaio da un serio infortunio. In 41 presenze tra regular season e play-off, Scarone partì titolare in 25 occasioni, chiudendo con 8,0 punti in 19,0 minuti di media una stagione spesso composta da alti e bassi, anche se i biancorossi arrivarono comunque alle semifinali scudetto, qualificandosi così anche per l'Eurolega dell'anno seguente. Nelle prime 21 giornate della Serie A 2004-2005 scese in campo in 12 occasioni, di cui 4 da titolare, con medie pari a 4,7 punti in 18,2 minuti a gara. A seguito dell'arrivo in panchina a dicembre di Marco Crespi al posto dell'esonerato Phil Melillo, Pesaro ingaggiò l'americano Scoonie Penn ed allo stesso tempo mise sul mercato Scarone, che uscì dalle rotazioni del nuovo tecnico senza essere schierato per oltre un mese in attesa di una nuova sistemazione.
Nel febbraio 2005 si trasferì dunque in prestito fino a giugno alla Viola Reggio Calabria, formazione che in quel momento occupava l'ultima posizione in classifica e che a fine torneo chiuse al penultimo posto, piazzamento che si rese utile per ottenere il ripescaggio in vista dell'annata successiva. In questa parentesi calabrese (che lo vide titolare in gran parte delle 13 presenze collezionate) Scarone mise a referto 12,2 punti in 28,2 minuti di media.

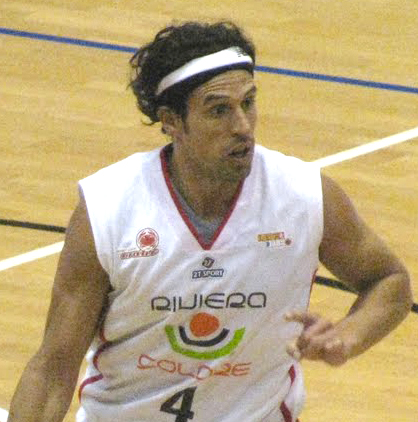
Nel 2009, durante la seconda parentesi a Rimini

Nell'agosto 2005 si concretizzò ufficialmente il suo ritorno al Basket Rimini, società che, nel frattempo, aveva aggiunto il nickname "Crabs" alla propria denominazione e che già da qualche anno militava nel campionato di Legadue. Scarone firmò un contratto quinquennale e venne inoltre nominato capitano. La stagione del suo ritorno in Romagna si concluse a livello individuale con 14,9 punti di media in regular season e con un'eliminazione di squadra ai quarti di finale dei play-off della Legadue 2005-2006. Il campionato seguente, in cui Scarone fu terzo terminale offensivo della squadra con 12,5 punti dietro ai due americani Pickett e Thomas, vide i biancorossi lottare per la promozione diretta fino all'ultima giornata, quando Rieti si impose al fotofinish a Pesaro beffando sia Rimini che Caserta, anch'esse in vetta a 44 punti ma penalizzate dalla classifica avulsa, poi ai play-off arrivò un'eliminazione in semifinale per mano di Pesaro. Scarone continuò a essere il leader dei Crabs anche nelle annate a seguire, nelle quali continuò ad avere sempre medie superiori ai 10 punti a gara: 11,7 nel 2007-2008, 14,6 nel 2008-2009, 12,5 nella particolare stagione 2009-2010 caratterizzata a livello societario da un passaggio di proprietà mai avvenuto, e infine 11,4 in undici partite della Legadue 2010-2011 prima della sua burrascosa partenza a campionato in corso.
Il 2 gennaio 2011, infatti, al termine del vittorioso match interno contro Reggio Emilia, dichiarò in conferenza stampa la sua volontà di chiudere il rapporto coi Crabs a causa di non precisate divergenze con la società, la quale nel frattempo navigava in cattive acque dal punto di vista economico. Pochi giorni più tardi ottenne la rescissione del contratto e si trasferì al tempo stesso all'U.C. Piacentina, squadra che in quel momento militava in Serie A Dilettanti ma che a fine stagione salì in Legadue seppur tramite ripescaggio. Confermato anche per la stagione 2011-2012, disputò la sua ultima gara con gli emiliani nella trasferta persa contro Veroli del 29 gennaio 2012, quando fece registrare 0 punti in 7 minuti. Chiuse così anzitempo la Legadue 2011-2012 con 3,8 punti di media.
Dall'estate 2012 scese in quarta serie (denominata Divisione Nazionale B) per aprire la sua seconda parentesi personale a Montecatini. Tra le sue 29 presenze in regular season e le due gare di play-off perse contro l'Affrico Firenze, Scarone concluse l'annata con una media di 13,2 punti a gara.
Nel gennaio 2014 si legò per la terza volta con Rimini, aprendo dunque una nuova pagina di carriera con il club romagnolo dopo gli otto anni e mezzo trascorsi in passato. La squadra in quel periodo militò anch'essa nella quarta serie nazionale, per via della ripartenza del 2011 dovuta alla situazione debitoria della società. I Crabs terminarono la Divisione Nazionale B 2013-2014 all'undicesimo posto, mentre Scarone segnò 9,9 punti in 9 apparizioni.
Nel successivo mese di dicembre si accordò con la Pallacanestro Monsummano, club con sede nell'omonimo comune adiacente alla cittadina di Montecatini. Anche in questo caso disputò la quarta serie nazionale, realizzando 11,6 punti in 16 presenze nella Serie B 2014-2015 e 5,8 punti in 17 presenze nella Serie B 2015-2016. Tra il febbraio 2017 e il maggio 2018 scese in campo nella Serie D regionale emiliano-romagnola con il Bellaria Basket, società di Bellaria-Igea Marina in provincia di Rimini.

### Nazionale
Nel giugno 1997 vinse, con la nazionale italiana sperimentale, la medaglia d'argento ai Giochi del Mediterraneo di quell'anno.
Il suo esordio con la nazionale maggiore vera e propria in una partita ufficiale ebbe luogo il 25 febbraio 1998 ad Ankara, in occasione della gara contro la Turchia valida per le qualificazioni agli Europei 1999 e vinta 64-72.
Fece parte dei preconvocati azzurri per i Mondiali 1998, ma fu uno dei primi tagli del CT Bogdan Tanjević al raduno di Varese.
Nel settembre 2000 venne inserito tra i dodici convocati di Tanjević per le Olimpiadi di Sydney 2000, alle quali Scarone partecipò nonostante una caviglia in disordine a causa di un duro fallo antisportivo dello jugoslavo Milan Gurović nel corso di un'amichevole a Rimini in preparazione ai Giochi. Gli azzurri terminarono la manifestazione con un quinto posto finale.

### Statistiche nel campionato italiano
Dati aggiornati al 3 gennaio 2010
| Stagione        | Squadra                  | Competizione       | Partite | Partite | Partite | Statistiche tiro | Statistiche tiro | Statistiche tiro | Altre statistiche | Altre statistiche | Altre statistiche | Altre statistiche | Altre statistiche |  |
| Stagione        | Squadra                  | Competizione       | Pres.   | Titol.  | Minuti  | Tiri da 2        | Tiri da 3        | Liberi           | Rimb.             | Assist            | Rubate            | Stopp.            | Punti             |  |
| --------------- | ------------------------ | ------------------ | ------- | ------- | ------- | ---------------- | ---------------- | ---------------- | ----------------- | ----------------- | ----------------- | ----------------- | ----------------- |  |
| 1993-1994       | Benetton Treviso         | Serie A1           | 32      | 28      | 236     | 11/27            | 2/12             | 23/26            | 27                | 6                 | 18                | 0                 | 51                |  |
| 1994-1995       | Menestrello Cervia       | Serie A2           | 41      | 41      | 1 116   | 113/198          | 49/112           | 143/173          | 113               | 92                | 73                | 2                 | 516               |  |
| 1995-1996       | Koncret Rimini           | Serie A2           | 42      | 42      | 1 241   | 179/325          | 24/76            | 199/248          | 121               | 87                | 143               | 0                 | 629               |  |
| 1996-1997       | Koncret Rimini           | Serie A2           | 38      | 38      | 1 291   | 165/282          | 56/129           | 201/241          | 146               | 86                | 119               | 3                 | 699               |  |
| 1997-1998       | Pepsi Rimini             | Serie A1           | 26      | 26      | 834     | 69/141           | 43/120           | 109/146          | 64                | 81                | 83                | 0                 | 376               |  |
| 1998-1999       | Snai Montecatini         | Serie A2           | 32      | 32      | 912     | 106/196          | 44/108           | 128/147          | 89                | 67                | 84                | 0                 | 472               |  |
| 1999-2000       | Zucchetti Montecatini    | Serie A1           | 33      | 33      | 989     | 85/161           | 56/134           | 139/165          | 78                | 83                | 71                | 1                 | 477               |  |
| 2000-2001       | Montepaschi Siena        | Serie A1           | 27      | 27      | 697     | 42/103           | 53/124           | 43/55            | 55                | 65                | 59                | 1                 | 286               |  |
| 2001-2002       | Montepaschi Siena        | Serie A            | 4       | 4       | 40      | 2/4              | 2/8              | 0/0              | 3                 | 7                 | 2                 | 0                 | 10                |  |
| 2002-2003       | Virtus Bologna           | Serie A            | 33      | 33      | 794     | 42/83            | 45/120           | 59/77            | 96                | 53                | 63                | 0                 | 278               |  |
| 2003-2004       | Scavolini Pesaro         | Serie A            | 42      | 41      | 778     | 48/101           | 54/139           | 68/78            | 87                | 40                | 55                | 1                 | 326               |  |
| 2004-2005       | Scavolini Pesaro         | Serie A            | 33      | 25      | 585     | 34/67            | 38/103           | 32/38            | 58                | 54                | 37                | 0                 | 214               |  |
| 2005-2006       | Coopsette Rimini         | Legadue            | 34      | 34      | 987     | 67/135           | 84/231           | 96/124           | 95                | 104               | 108               | 3                 | 482               |  |
| 2006-2007       | Coopsette Rimini         | Legadue            | 36      | 35      | 923     | 58/117           | 72/209           | 96/122           | 94                | 78                | 75                | 0                 | 428               |  |
| 2007-2008       | Coopsette Rimini         | Legadue            | 23      | 22      | 531     | 31/57            | 44/120           | 56/62            | 62                | 33                | 47                | 2                 | 250               |  |
| 2008-2009       | Coopsette Rimini         | Legadue            | 33      | 33      | 978     | 73/119           | 70/188           | 127/145          | 114               | 99                | 84                | 0                 | 483               |  |
| 2009-2010       | Edilizia Moderna Rimini  | Legadue            | 30      | 26      | 724     | 62/120           | 47/123           | 61/80            | 89                | 70                | 56                | 1                 | 326               |  |
| 2010-2011       | Immobiliare Spiga Rimini | Legadue            | 13      | 11      | 284     | 20/54            | 22/48            | 19/24            | 30                | 29                | 26                | 0                 | 125               |  |
| 2010-2011       | Copra Morpho Piacenza    | Serie A Dilettanti | 20      | 18      | 617     | 29/68            | 46/141           | 75/102           | 87                | 72                | 47                | 2                 | 271               |  |
| 2011-2012       | Morpho Piacenza          | Legadue            | 12      |         | 177     | 4/13             | 8/35             | 13/14            | 15                | 12                | 3                 | 0                 | 45                |  |
| Totale carriera |                          |                    | 584     | 549+    | 14 734  | -                | -                | -                | -                 | -                 | -                 | -                 | 6 744             |  |
| Totale carriera |                          |                    |         |         |         |                  |                  |                  |                   |                   |                   |                   |                   |  |

## Palmarès
- Coppa Italia: 1

Pall. Treviso: 1994
- Coppa Saporta: 1

Mens Sana Siena: 2001-02